# Cryptotaenia canadensis
Cryptotaenia canadensis là một loài thực vật có hoa trong họ Hoa tán. Loài này được (L.) DC. mô tả khoa học đầu tiên năm 1829.

## Hình ảnh

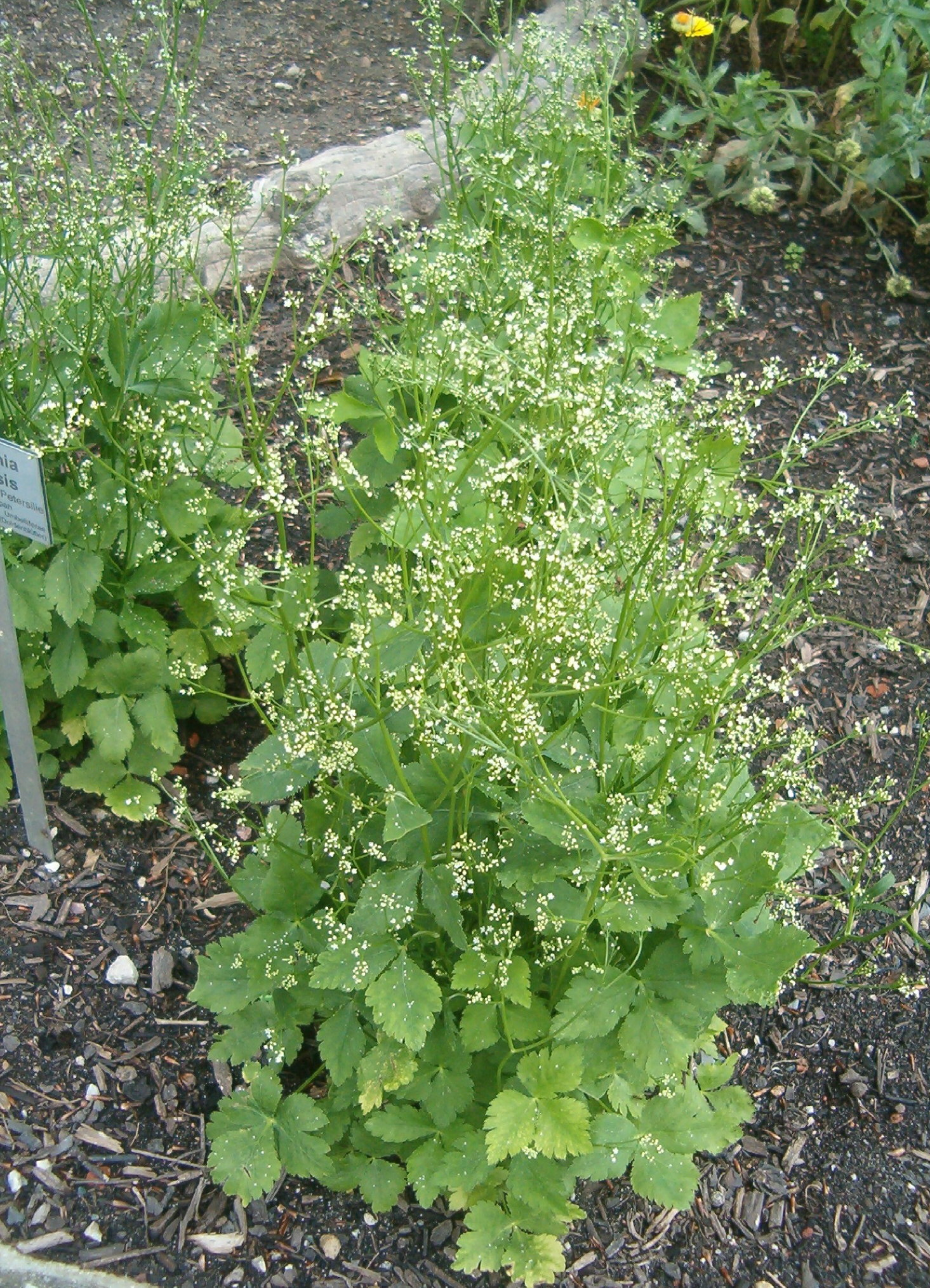
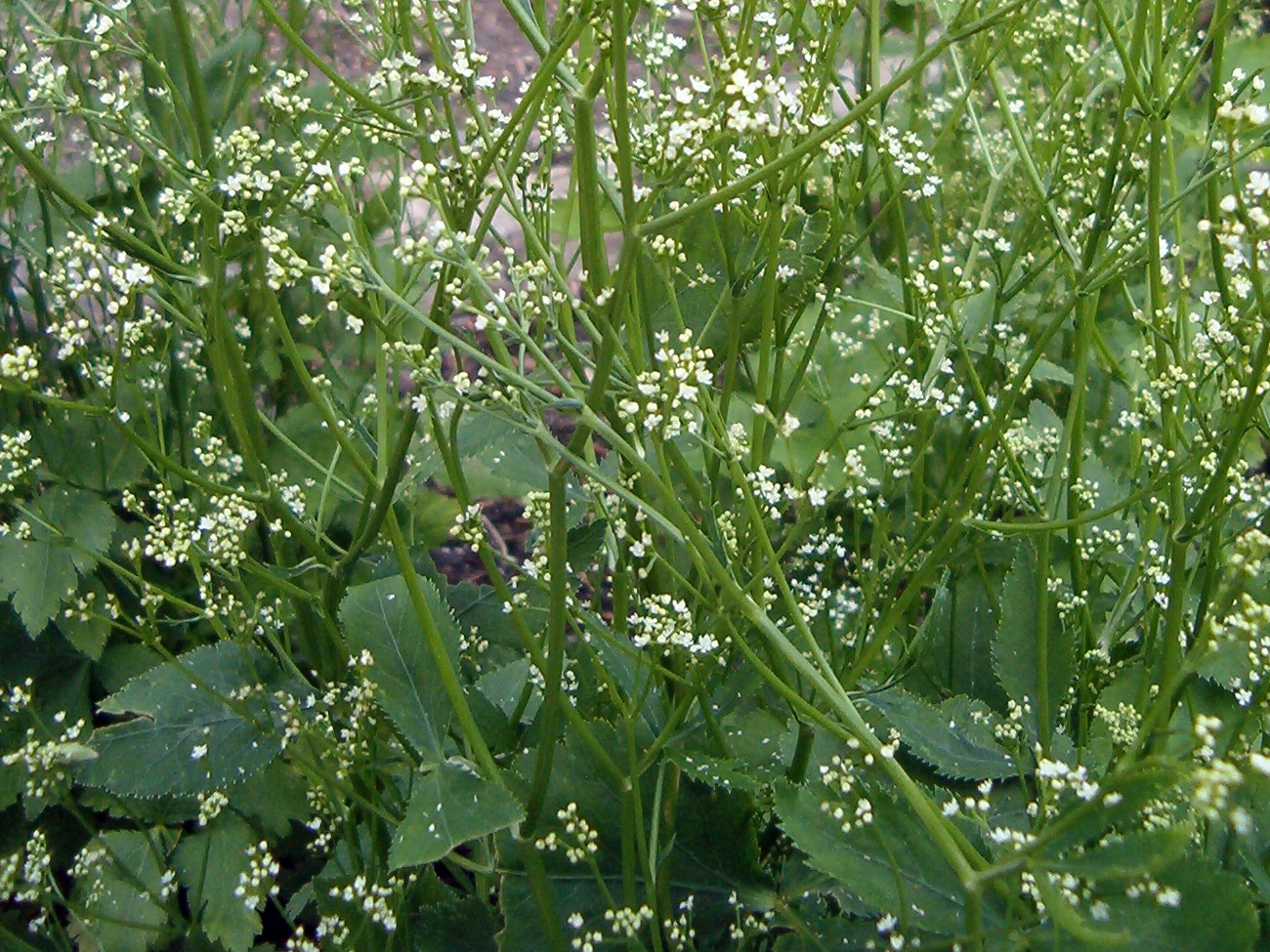
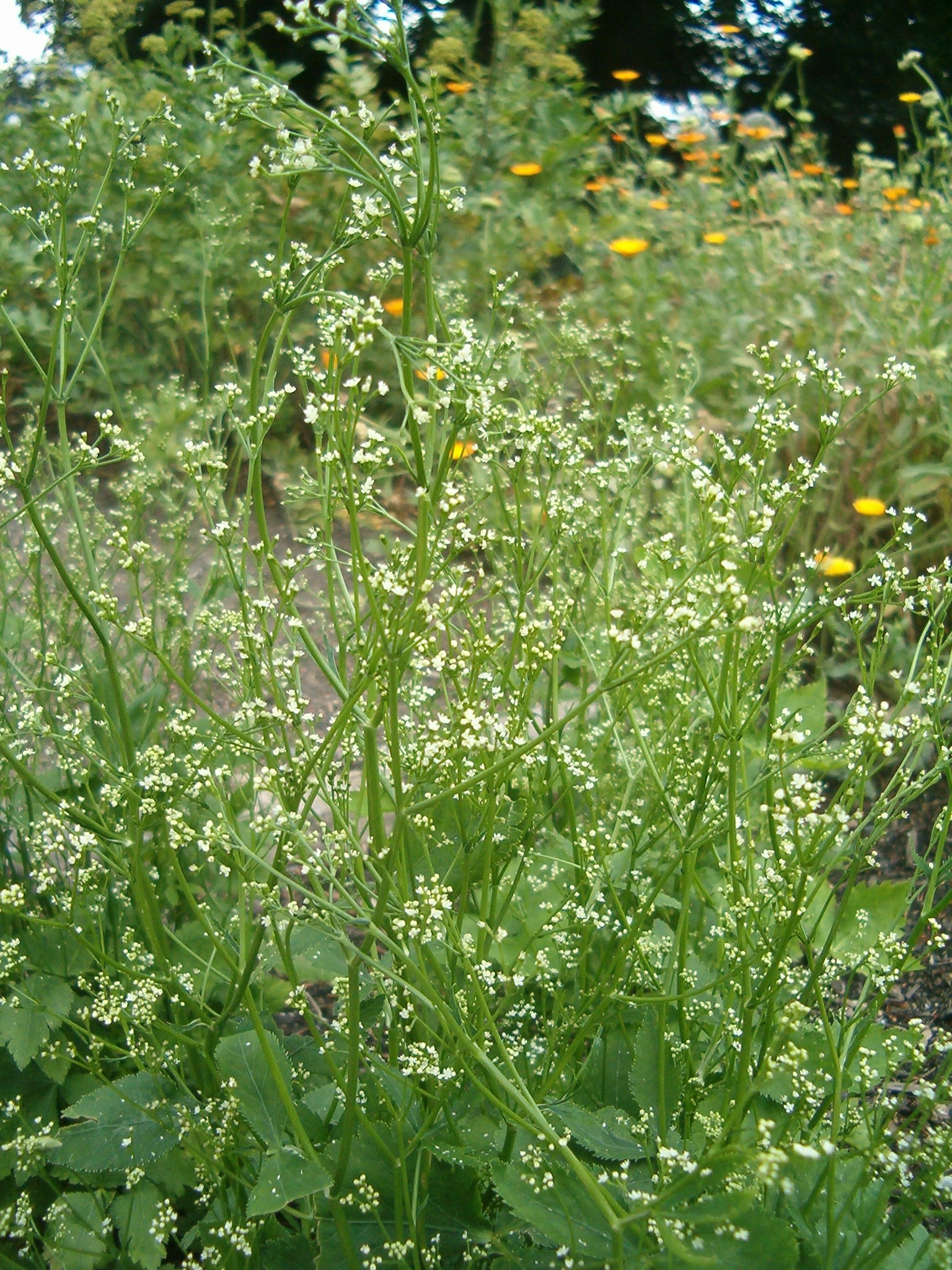
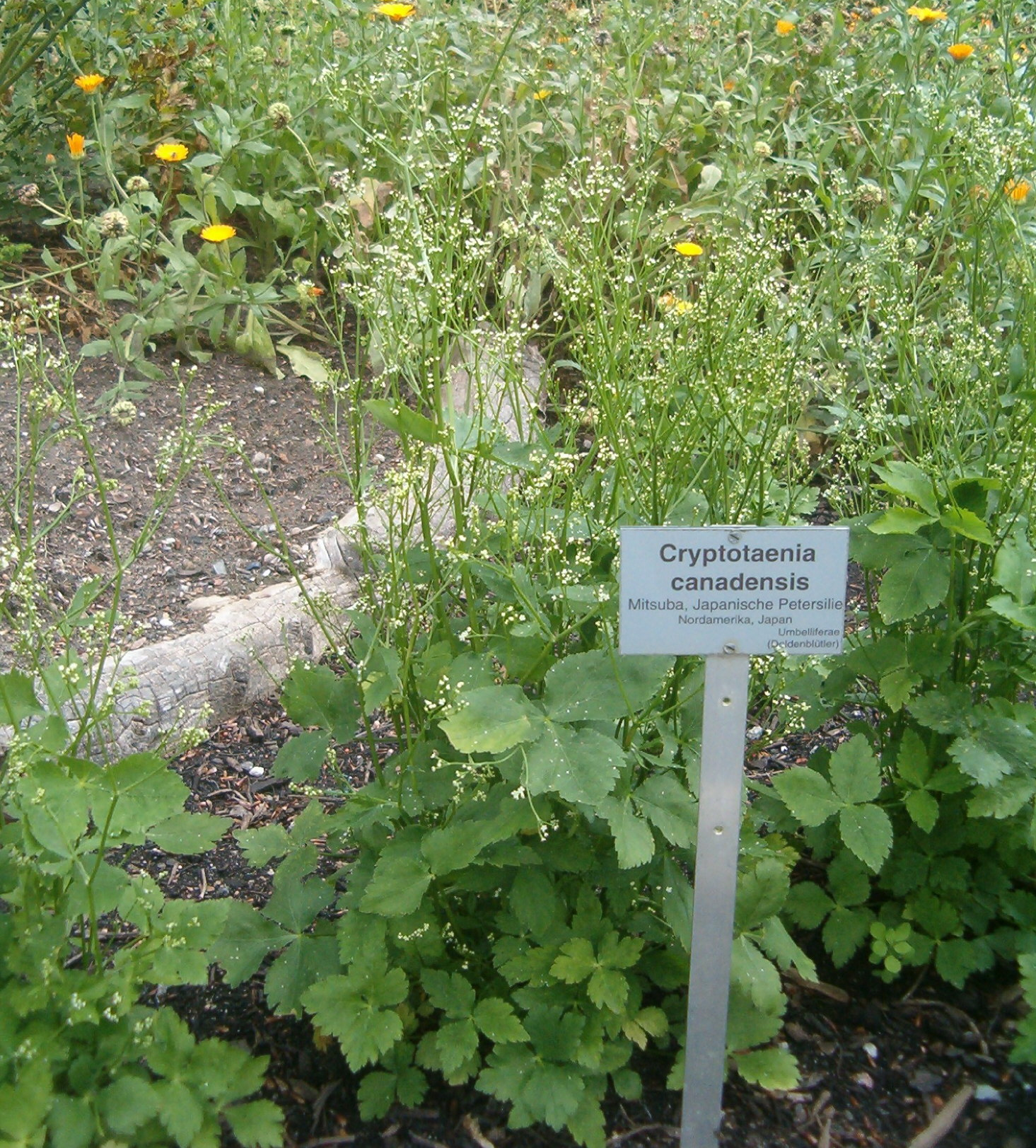